# Apodemus rusiges
Кашмирски пољски миш (лат. Apodemus rusiges, енгл. Kashmir field mouse) је врста глодара из породице мишева (лат. Muridae). 

## Распрострањење
Присутна је у следећим државама: Пакистан и Индија.

## Станиште
Станишта врсте су шуме, планине и травна вегетација. 

## Угроженост
Ова врста је наведена као последња брига, јер има широко распрострањење и честа је врста.